# Andrena vachali
Andrena vachali är en biart som beskrevs av Pérez 1895. Andrena vachali ingår i släktet sandbin, och familjen grävbin. Inga underarter finns listade i Catalogue of Life.

## Bildgalleri

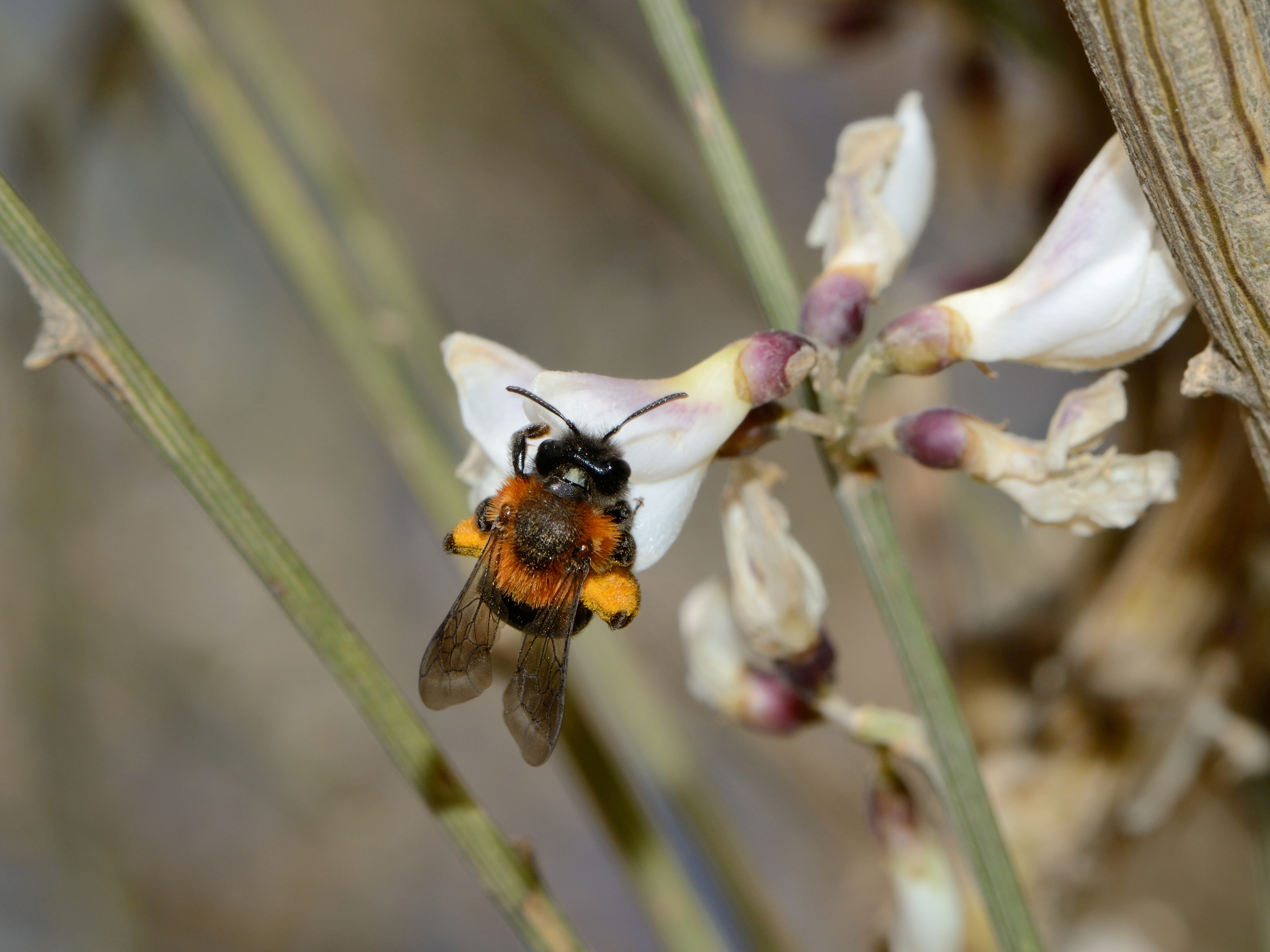